# Georg Vogelsang
Georg Vogelsang (* 2. Mai 1883 in München; † 21. Dezember 1952 in Schliersee) war ein bayerischer Volksschauspieler, der seine größten Erfolge mit der Darstellung erd- und heimatverbundener, bajuwarisch-älpischer Typen feiern konnte.

## Leben
Der gebürtige Münchner hatte seit 1903 Theater gespielt und vor allem auf Bauernbühnen gestanden. Er war ein langjähriges Mitglied des Schlierseer Bauerntheaters und trat mit dem Ensemble zu Beginn der 1920er Jahre auch in einer Reihe von Dramen, Lustspielen und Volksstücken vor die Kamera. Produziert wurden diese oft recht holzschnittartig umgesetzten Volksstücke von einer eigens gegründeten Firma Schliersee-Volkskunst-Film, zumeist unter der Regie von Franz Seitz senior. 
Erst 1938 begann Vogelsang regelmäßig als Filmschauspieler zu arbeiten. Er blieb seinem Genre, dem bayerischen und älpischen Volksstück treu. In seinen verbleibenden 14 Lebensjahren hauchte er zahlreichen bayerischen Typen Leben ein, anfänglich vor allem in Heimatfilmen der Regisseure Paul May, Seitz und Joe Stöckel. Vogelsang spielte knorrig-kauzige, bodenständige Typen jedweder Couleur wie den Schmied in Der arme Millionär, den Bürgermeister und Gastwirt in Drei Väter um Anna, den Großknecht in Der ewige Quell und den Rosenbauer Nicodemus in Die Geierwally. Aber auch in Filmen wie etwa den beiden Rühmann-Lustspielen um den Bruchpiloten Quax und der Feuerzangenbowle sorgte Georg Vogelsang meist für die humorige und meistens auch bayerische Note. Vogelsang stand 1944 in der Gottbegnadeten-Liste des Reichsministeriums für Volksaufklärung und Propaganda.
Trotz seiner intensiven Filmtätigkeit blieb Vogelsang bis zum Lebensende auch weiterhin dem Schlierseer Theater verbunden.
Georg Vogelsang starb im Alter von 69 Jahren und wurde auf dem Friedhof an der Sixtuskirche in Schliersee beigesetzt.

## Filmografie
- 1918: Der schwarze Jack
- 1920: Der bayerische Hiasel
- 1920: Der Christus von Oberammergau
- 1920: Die Gemeinde von St. Helene und ihr Kaplan
- 1920: Der Ausgestoßene
- 1922: Jägerblut
- 1925: Der Fluch der bösen Tat
- 1938: Die Pfingstorgel
- 1938: Der Edelweißkönig
- 1939: Der arme Millionär
- 1939: Drei Väter um Anna
- 1939: Der ewige Quell
- 1940: Die Geierwally
- 1940: Die unvollkommene Liebe
- 1940: Hochzeitsnacht
- 1940: So gefällst du mir
- 1940: Wetterleuchten um Barbara
- 1941: Quax, der Bruchpilot
- 1942: Himmelhunde
- 1942: Der Ochsenkrieg
- 1942: Der ewige Klang
- 1943: Gabriele Dambrone
- 1943/47: Quax in Afrika
- 1944: Die Feuerzangenbowle
- 1944: Das Hochzeitshotel
- 1944: Schicksal am Strom
- 1944: Orient-Express
- 1944/50: Die Kreuzlschreiber
- 1945: Wir seh’n uns wieder
- 1945: Via Mala
- 1948: Die kupferne Hochzeit
- 1949: Das Geheimnis der roten Katze
- 1949: Wer bist du, den ich liebe?
- 1949: Königskinder
- 1950: Frühlingsromanze
- 1950: König für eine Nacht
- 1950: Grenzstation 58
- 1951: Die Tat des Anderen
- 1951: Rausch einer Nacht
- 1951: Der letzte Schuß
- 1952: Die schöne Tölzerin
- 1952: Heimatglocken
- 1952: Zwei Menschen